# Цзінанський тролейбус
Цзінанський тролейбус (кит.: 济南无轨电车系统济南无轨电车系统) обслуговує місто Цзінань, провінція Шаньдун, КНР. Рух тролейбусів відкрито в 1977 р., обслуговує компанія Цзінанська корпорація громадського транспорту, на сьогодні система складається з чотирьох ліній.
Перший тролейбусний маршрут у Цзінані, колишній маршрут № 1 (зараз маршрут № 101) було відкрито 1 січня 1977 р. Того ж року було відкрито маршрут № 2 (зараз маршрут № 102). Номери маршрутів цих тролейбусів було змінено в 1992 р.
Наприкінці 1990-х, ще два маршрути було відкрито, № 103 та № 104.

## Маршрути

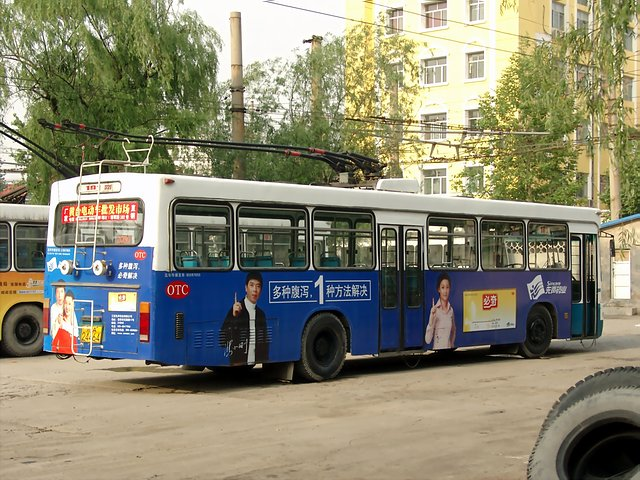
Один з найстарших у Цзінані тролейбусів моделі JK6120D, 2006 р. Варто звернути увагу на покажчик маршруту (із підсвіткою лампою розжарювання)

Станом на  2011, система складається з наступних маршрутів:
| Номер | Маршрут | Довжина |
| --- | --- | ------- |
| 101路 (Маршрут 101) | Сінь Сі Лу Бей Коу (辛西路北口, Північна межа Західного шосе НаньСінЧжуан) – Дян Лю Чжуан (甸柳庄, Селище/Об'єднання ДяньЛю) | 12,0 км |
| 102路 (Маршрут 102) | Цзінанський університет (济南大学) – Ґе Цзя Чжуан (葛家庄, Селище/Об'єднання Ґе *1)                                          | 14,3 км |
| 103路 (Маршрут 103) | Яо Дзя Чжуан (姚家庄, Селище/Об’єднання Яо *1) – Дзін Сі Лю Си Коу (经四路西口, Західна межа шосе Цзінси *2)                 | 09,7 км |
| 104路 (Маршрут 104) | Цінанський університет (济南大学) – Бао Ту Цюань Дон Мень (趵突泉东门, Східний виїзд з Джерел Баоту)                         |         |
| *1 Ці два «___ Цзя Чжуан» означають селище (раніше) або об/’єднання (тепер), де більшість мешканців мають ОДНЕ прізвище (втім, зараз правило не діє). Наприклад, «Яо Цзя Чжуан (姚家庄)» означає об’єднання, де більшість мешканців мають прізвище «Яо (姚)».  | |         |
| *2 Зауважте, що «Цзін» у назві «Шосе Цзін Си» в перекладі на українську означає «Довгота», це поняття ВІДРІЗНЯЄТЬСЯ від геологічного. Вулиці «Цзін» (довготи) у Цзінані йдуть у напрямку «Зх—Сх», в той час як вулиці «Вей» (широти) йдуть у напрямку «Пн—Пд». | |         |

## Автопарк
Єдина модель тролейбусів, що працює у місті Цзінань, є JK6120D, вироблена компанією China National Heavy Duty Truck Group (кит.: 中国重型汽车集团有限公司中国重型汽车集团有限公司), бренд Sinotruk. Декотрі тролейбуси або списано, або заплановано списати через завершення терміну експлуатації.
До цієї моделі користувалися вживаними зчленованими тролейбусами моделі SK561G, купленими в місті Люоян, провінція Хенань. Усі ці моделі зразка 1980-х було списано до 2007 року.
Через відкриття швидкісного тролейбусного маршруту на Західній кільцевій дорозі (二环西路快速公交), планується закупівля нових тролейбусів.
Окрім того, до кінця 2013 року, два з сорока тролейбусів Yutong ZK5125A прибули у Цзінань. Ці низькопідлогові тролейбуси мають у довжину 12 метрів, оснащені системою кондиціювання, шкіряне покриття сидінь, локальну систему контролерів (CANBUS), китайські світлодіодні покажчики маршруту, систему запасних літієвих батарей. Ці тролейбуси можуть працювати на маршруті 101 або 102 замість застарілих машин моделі JK6120D.